# Nazionale maschile di calcio del Laos
La nazionale di calcio del Laos (ທິມຊາດ ບານເຕະ ແຫ່ງຊາດ ລາວ) è la rappresentativa calcistica del Laos ed è posta sotto l'egida della Lao Football Federation.
Membro dell'AFC, si è qualificata al secondo turno delle qualificazioni asiatiche ai campionato mondiale del 2006 come migliore delle squadre sconfitte nel primo turno, ma non è poi riuscita a qualificarsi alla fase finale del torneo, avendo perso tutte le partite del secondo turno. 
Occupa il 187º posto nel ranking FIFA; mentre il miglior piazzamento in tale classifica è stato il 134º posto del settembre 1998.

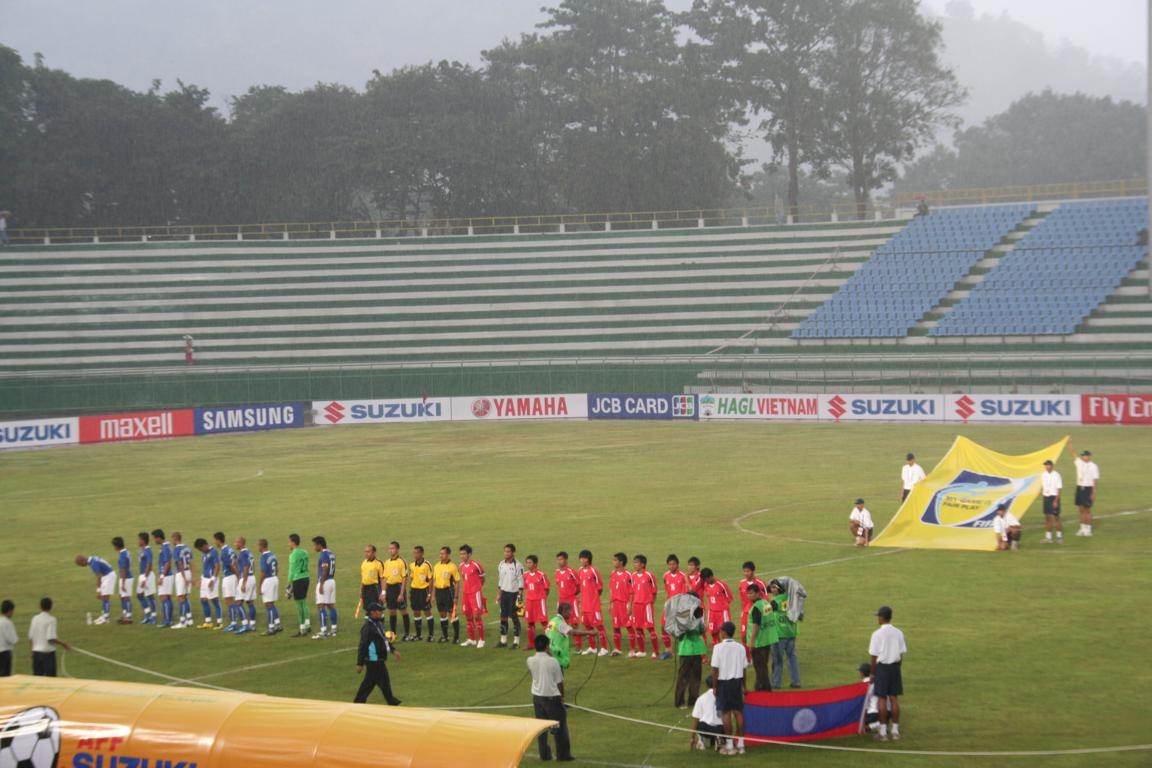
La nazionale prima di una gara

## Risultati ai Mondiali
- dal 1930 a 1998 - Non partecipante
- dal 2002 al 2006 - Non qualificata
- 2010 - Non partecipante
- dal 2014 al 2026 - Non qualificata

## Risultati nella Coppa d'Asia
- Dal 1956 a 1996 - Non partecipante
- 2000 - Non qualificata
- 2004 - Non qualificata
- Dal 2007 al 2023 - Non partecipante

## Risultati nell'AFC Challenge Cup
- 2006 - originalmente vi doveva partecipare poi fu sostituita

## Risultati nella Tiger Cup
- Dal 1996 a 2004 - 1º turno

## Allenatori

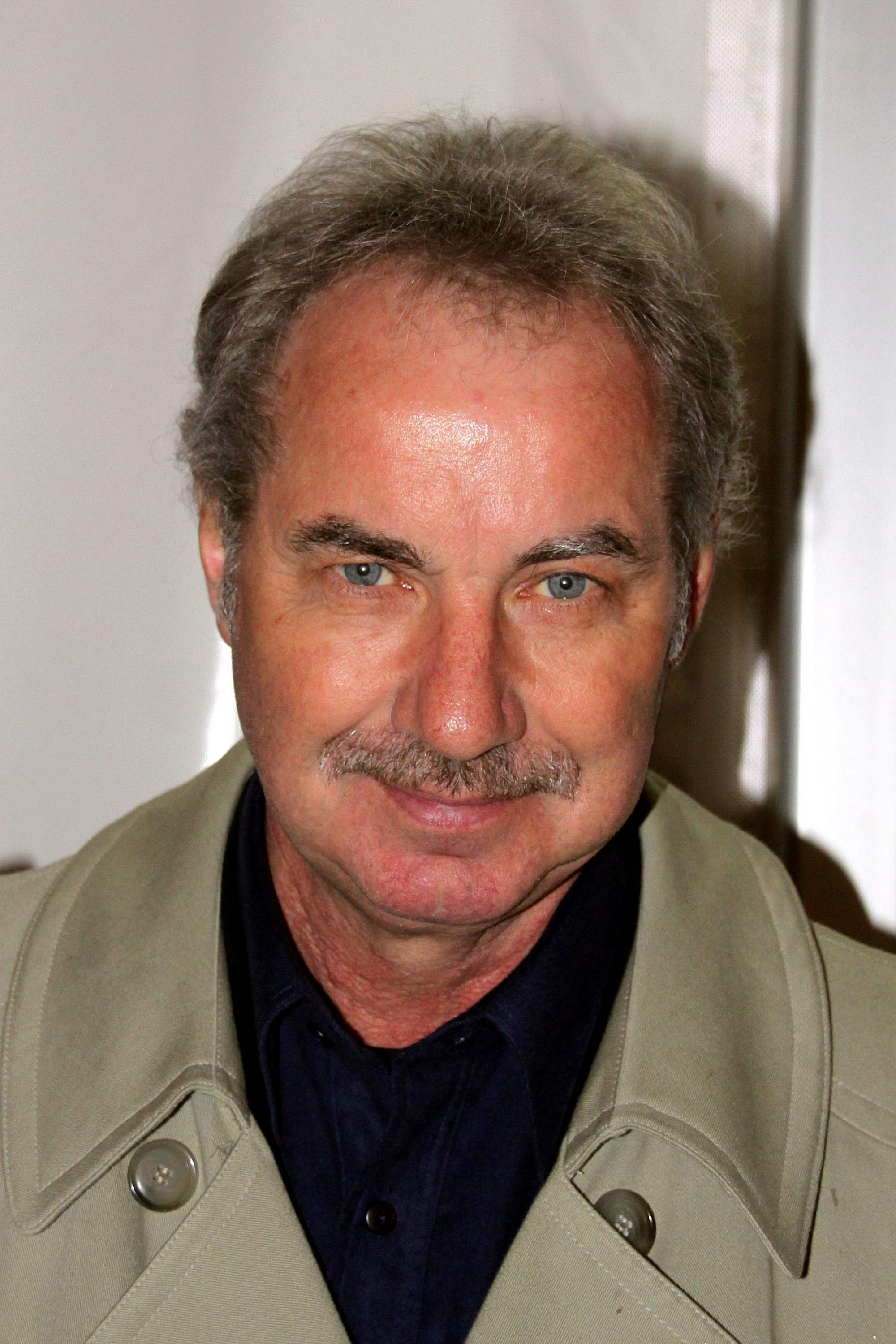
L'ex CT Alfred Riedl (2009-2010)

| Nome                  | Nazione                | Periodo              | Partite | Vinte | Nulle | Perse | %Vittorie |
| --------------------- | ---------------------- | -------------------- | ------- | ----- | ----- | ----- | --------- |
| Outhensackda Vatthana | Laos (bandiera)        | 2000 – Mag 2003      |         |       |       |       |           |
| Dominique Fernandez   | Francia (bandiera)     | Mag 2003 – ?         |         |       |       |       |           |
| Bounlap Khenkitisack  | Laos (bandiera)        | 2004 – ?             |         |       |       |       |           |
| Saythong Syphasay     | Laos (bandiera)        | 2006 – ?             | 7       | 3     | 1     | 3     | 47.6%     |
| Veleriy Dvovin        | Russia (bandiera)      | Ott 2008             | 4       | 3     | 0     | 1     | 75%       |
| Xaysana Savatdy       | Laos (bandiera)        | Dic 2008 – Lug 2009  | 7       | 3     | 0     | 4     | 42.9%     |
| Alfred Riedl          | Austria (bandiera)     | Lug 2009 – Mag 2010  | 5       | 1     | 2     | 2     | 33.3%     |
| David Booth           | Inghilterra (bandiera) | Lug 2010 – Dic 2010  | 5       | 1     | 3     | 1     | 20%       |
| Bounlap Khenkitisack  | Laos (bandiera)        | Gen 2011 – Febb 2011 | 2       | 0     | 1     | 1     | 0%        |
| Hans-Peter Schaller   | Austria (bandiera)     | Febb 2011 – Dic 2011 | 4       | 1     | 0     | 3     | 25%       |
| Kazushi Kimura        | Giappone (bandiera)    | Mag 2012 –           | 2       | 1     | 0     | 1     | 50%       |

## Rosa attuale
Lista dei giocatori convocati per il AFF Suzuki Cup 2018.
| 1  | P | Saymanolinh Paseuth         | 19 luglio 1999    | 8  | 0  | Young Elephant        |  |  |
| 12 | P | Outthilath Nammakhoth       | 13 settembre 1996 | 5  | 0  | Master 7              |  |  |
| 18 | P | Colla Oudone Souvannasangso | 19 giugno 2000    | 0  | 0  | Lao Army              |  |  |
|    |   |                             |                   |    |    |                       |  |  |
| 6  | D | Thothilath Sibounhuang      | 5 novembre 1990   | 28 | 0  | Samut Prakan City     |  |  |
| 4  | D | Lathasay Lounlasy           | 29 marzo 1998     | 14 | 0  | Young Elephant        |  |  |
| 5  | D | Thinnakone Vongsa           | 20 marzo 1992     | 6  | 0  | Lao Police Club       |  |  |
| 13 | D | Aphixay Thanakhanty         | 15 luglio 1998    | 4  | 0  | Young Elephant        |  |  |
| 2  | D | Vanna Bounlovongsa          | 21 novembre 1998  | 3  | 0  | Louang Prabang United |  |  |
| 19 | D | Kittisak Phomvongsa         | 27 luglio 1999    | 3  | 0  | Young Elephant        |  |  |
| 15 | D | Sonevilay Sihavong          | 18 agosto 1996    | 2  | 0  | Master 7              |  |  |
| 14 | D | Mek Insoumang               | 12 aprile 1999    | 0  | 0  | Young Elephant        |  |  |
|    |   |                             |                   |    |    |                       |  |  |
| 7  | C | Soukaphone Vongchiengkham   | 9 marzo 1992      | 45 | 12 | Sisaket               |  |  |
| 23 | C | Phouthone Innalay           | 11 febbraio 1992  | 20 | 1  | Lao Army              |  |  |
| 10 | C | Chanthaphone Waenvongsoth   | 4 novembre 1994   | 19 | 0  | Nan                   |  |  |
| 21 | C | Tiny Bounmalay              | 6 giugno 1993     | 15 | 0  | Lao Police Club       |  |  |
| 22 | C | Phithack Kongmathilath      | 6 agosto 1996     | 14 | 4  | Lao Army              |  |  |
| 8  | C | Phathana Phommathep         | 27 febbraio 1999  | 10 | 1  | Chonburi              |  |  |
| 17 | C | Bounphachan Bounkong        | 29 novembre 2000  | 8  | 1  | Young Elephant        |  |  |
| 3  | C | Kaharn Phetsivilay          | 9 settembre 1999  | 6  | 0  | Young Elephant        |  |  |
| 11 | C | Chansamone Phommalivong     | 6 aprile 1998     | 4  | 0  | Young Elephant        |  |  |
|    |   |                             |                   |    |    |                       |  |  |
| 9  | A | Soukchinda Natphasouk       | 30 ottobre 1995   | 14 | 1  | Lao Police Club       |  |  |
| 20 | A | Somxay Keohanam             | 27 luglio 1998    | 10 | 1  | Young Elephant        |  |  |
| 16 | A | Thatsaphone Saysouk         | 13 settembre 2000 | 1  | 0  | Young Elephant        |  |  |